# روبرت دونات
روبرت دونات (بالإنجليزية: Robert Donat)‏ (مواليد 18 مارس 1905 - الوفاة 09 يونيو 1958) هو ممثل إنجليزي بدأ مسيرته الفنية عام 1932. كما أنه من الفائزين بجوائز الأوسكار.

## روابط خارجية
- روبرت دونات على موقع IMDb (الإنجليزية)
- روبرت دونات على موقع الموسوعة البريطانية (الإنجليزية)
- روبرت دونات على موقع ألو سيني (الفرنسية)
- روبرت دونات على موقع ميوزك برينز (الإنجليزية)
- روبرت دونات على موقع تيرنر كلاسيك موفيز (الإنجليزية)
- روبرت دونات على موقع أول موفي (الإنجليزية)
- روبرت دونات على موقع قاعدة بيانات الأفلام السويدية (السويدية)
- روبرت دونات على موقع إن إن دي بي (الإنجليزية)
- روبرت دونات على موقع ديسكوغز (الإنجليزية)
- روبرت دونات على موقع قاعدة بيانات الفيلم (الإنجليزية)